# Dorcadion ortunoi
Dorcadion ortunoi là một loài bọ cánh cứng trong họ Cerambycidae.